# بازیل گولدینگ
بازیل گولدینگ (انگلیسی: Basil Goulding; ۴ نوامبر ۱۹۰۹ – ۱۶ ژانویهٔ ۱۹۸۲) بازیکن کریکت، و بازیکن فوتبال بود.